# Psychotria pocsii
Psychotria pocsii är en måreväxtart som beskrevs av Attila L. Borhidi och Bernard Verdcourt. Psychotria pocsii ingår i släktet Psychotria och familjen måreväxter.

## Underarter
Arten delas in i följande underarter:
- P. p. ferruginea
- P. p. pocsii